# Encamp
Encamp é uma paróquia (ou freguesia) do Centro do coprincipado de Andorra, com 13.225 habitantes. Sua capital é a cidade de Encamp.
Atualmente boa parte de seu território é ocupado por uma estação de esqui, Grand Valira, dividida com Canillo.
No extremo leste da paróquia encontra-se Pas de la Casa, única passagem de veículos para a França e único ponto de fronteira com aduana com esse país.

## Património

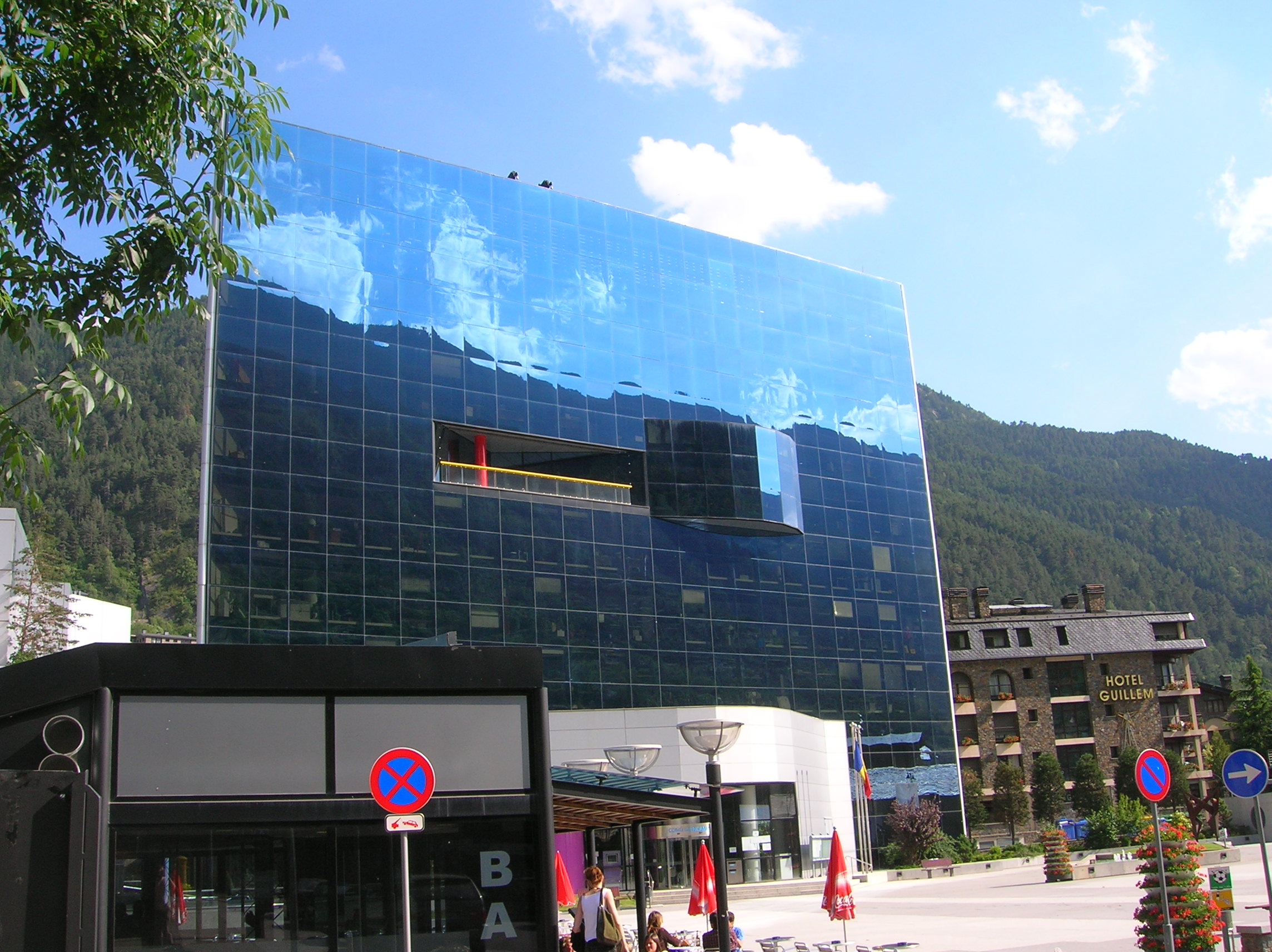
Prefeitura de Encamp

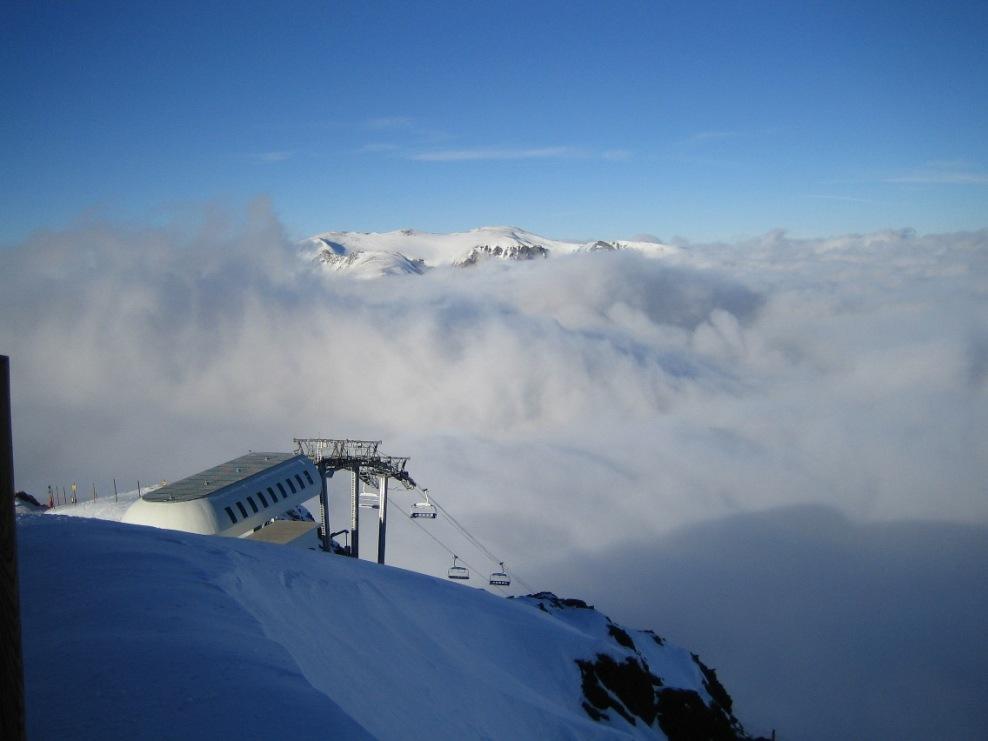
Topo de montanha em Pas de la Casa

- Igreja de Sant Româ de les Bons